# Bobadilla (Chile)
Bobadilla es una localidad situada cerca del río Maule, en la séptima región del Maule, perteneciente a la comuna de San Javier de Loncomilla, en Chile.
Se ubica en un cruce que lleva su nombre. Su población en 2017 era de 1.885 habitantes.

Ocupa un área de 2.047 km² y en 2017 tenía una densidad de 920.9 habitantes/km². 
Se encuentra a la vera de la autopista Talca-Chillán, a una distancia de aproximadamente 7 km de la localidad de San Javier.
En la localidad se encuentra la escuela (F-407) Juan de Dios Aldea de gestión pública.